# Иньчжоу (Нинбо)
Иньчжо́у (кит. упр. 鄞州, пиньинь Yínzhōu) — район города субпровинциального значения Нинбо провинции Чжэцзян.

## География
Иньчжоу расположен в центральной части города и граничит с районами Хайшу, Чжэньхай и Цзянбэй на севере, районом Бэйлунь на северо-востоке, городским уездом Юйяо на западе и районом Фэнхуа на юге. На севере протекает река Юнцзян, на востоке район омывается Восточно-Китайским морем. На востоке расположено два крупных островаː Waishenma и Meishan, также есть несколько малых по площади.
На территории района Иньчжоу расположены парки Liangzhu Cultural Park и Tiantong National Forest Park, храмы Tiantong Temple и Eyuwang Temple, озеро Dongqian Lake (площадь 20 км²).

## История
В древние времена здесь существовало царство Цзиньцзы (堇子国). Впоследствии иероглиф, которым писался топоним «Цзинь» (堇), слился в написании в один иероглиф с иероглифом, означающим местность («邑», который при использовании внутри сложного иероглифа в качестве составного элемента пишется как «阝») — так и получился топоним «Инь» (鄞).
Во времена первых централизованных империй эти места входили в состав округа Куайцзи (会稽郡), власти которого размещались на месте современного Сучжоу; здесь находились уезды Иньсянь (鄞县), Маосянь (鄮县) и Гоучжан (句章县). Во времена империи Цзинь здесь разразилось восстание под руководством Сунь Эня. 
Во времена империи Суй в 589 году округ Куайцзи стал областью Учжоу (吴州), а в этих местах все уезды были присоединены к уезду Гоучжан. После смены империи Суй империей Тан он был в 621 году разделён на область Иньчжоу (鄞州) и область Яочжоу (姚州). В 625 году область Иньчжоу была расформирована, а вместо неё был создан уезд Маосянь (鄮县).
В 738 году из уезда Маосянь было выделено три других уезда, и была создана управляющая четырьмя уездами область Минчжоу (明州). В 742 году область была переименована в округ Юйяо (余姚郡), но в 758 году ей было возвращено прежнее название. Во времена Поздней Лян уезд Маосянь был в 909 году переименован в Иньсянь (鄞县).
Во времена империи Сун область Минчжоу была в 1194 году поднята в статусе и преобразована в Цинъюаньскую управу (庆元府). После монгольского завоевания управа была в 1277 году преобразована в Цинъюаньский регион (庆元路). После того, как Чжу Юаньчжан сверг власть монголов и основал империю Мин, «регионы» опять стали «управами», и Цинъюаньский регион в 1367 году стал Минчжоуской управой (明州府). Из-за практики табу на имена, чтобы избежать использования иероглифа «мин», являющегося названием страны, в 1381 году Минчжоуская управа была переименована в Нинбоскую управу (宁波府). После Синьхайской революции в Китае была произведена реформа структуры административного деления, в ходе которой были упразднены управы, поэтому в 1912 году Нинбоская управа прекратила своё существование.
В 1927 году урбанизированная часть уезда Иньсянь была выделена в отдельный город Нинбо, но в 1931 году город Нинбо опять был расформирован, а его территория возвращена в состав уезда Иньсянь.
После образования КНР урбанизированная часть уезда Иньсянь опять была выделена в отдельный город Нинбо (подчинённый напрямую властям провинции), а уезд вошёл в состав Специального района Нинбо (宁波专区). 29 декабря 1958 года уезд Иньсянь был расформирован, а его территория была присоединена к городу Нинбо.
15 декабря 1961 года уезд Иньсянь был воссоздан и вновь вошёл в состав Специального района Нинбо.
В 1970 году Специальный район Нинбо был переименован в Округ Нинбо (宁波地区).
В 1983 году Округ Нинбо был расформирован, и уезд перешёл под юрисдикцию властей города Нинбо.
В 2002 году уезд Иньсянь был расформирован, а вместо него был создан район городского подчинения Иньчжоу.
В 2016 году часть района Иньчжоу, лежащая к западу от реки Фэнхуацзян, была присоединена к району Хайшу, а на востоке в состав района Иньчжоу была включена территория расформированного района Цзяндун.

## Административное деление
Район делится на 7 уличных комитетов, 17 посёлков и 1 волость.

## Экономика
Ведущие отрасли промышленностиː текстильная, швейная (готовая одежда), машиностроительная, электронная, автомобилестроительная (комплектующие) и пищевая.

## Транспорт
В районе Иньчжоу нет станций метро. Иньчжоу и уезд Сяншань соединяет 6,7-километровый вантовый мост через бухту Сяншань (Xiangshan Harbor Bridge), открытый 29 декабря 2012 года в составе скоростного шоссе S18.